# ریو تاتیشی
ریو تاتیشی (به انگلیسی: Ryo Tateishi) (زادهٔ ۱۲ ژوئن ۱۹۸۹) شناگر اهل ژاپن است.